# Znojmo Knights
Gli Znojmo Knights sono una squadra di football americano, di Znojmo, in Repubblica Ceca, fondata nel 2009.

## Dettaglio stagioni

### Tornei nazionali

#### Campionato

##### AFL
| Stagione | regular season | regular season | regular season | regular season | regular season | regular season | playoff | playoff | playoff | playoff | playoff | playoff   | playoff    |
|          | Vin            | Par            | Per            | Tot            | PF             | PS             | Vin     | Per     | Tot     | PF      | PS      | risultato | avversaria |
| -------- | -------------- | -------------- | -------------- | -------------- | -------------- | -------------- | ------- | ------- | ------- | ------- | ------- | --------- | ---------- |
| 2022     | 4              | 0              | 6              | 10             | 196            | 207            | -       | -       | -       | -       | -       | -         | -          |
| Totale   | 4              | 0              | 6              | 10             | 196            | 207            | -       | -       | -       | -       | -       |           |            |

Fonti: Enciclopedia del Football - A cura di Roberto Mezzetti

##### AFL Division I
| Stagione | regular season | regular season | regular season | regular season | regular season | regular season | playoff | playoff | playoff | playoff | playoff | playoff   | playoff    |
|          | Vin            | Par            | Per            | Tot            | PF             | PS             | Vin     | Per     | Tot     | PF      | PS      | risultato | avversaria |
| -------- | -------------- | -------------- | -------------- | -------------- | -------------- | -------------- | ------- | ------- | ------- | ------- | ------- | --------- | ---------- |
| 2021     | 3              | 0              | 3              | 6              | 130            | 148            | -       | -       | -       | -       | -       | -         | -          |
| Totale   | 3              | 0              | 3              | 6              | 130            | 148            | -       | -       | -       | -       | -       |           |            |

Fonti: Enciclopedia del Football - A cura di Roberto Mezzetti

##### Č3LAF
| Stagione | regular season | regular season | regular season | regular season | regular season | regular season | playoff | playoff | playoff | playoff | playoff | playoff     | playoff         |
|          | Vin            | Par            | Per            | Tot            | PF             | PS             | Vin     | Per     | Tot     | PF      | PS      | risultato   | avversaria      |
| -------- | -------------- | -------------- | -------------- | -------------- | -------------- | -------------- | ------- | ------- | ------- | ------- | ------- | ----------- | --------------- |
| 2016     | 3              | 0              | 3              | 6              | 77             | 85             | 1       | 1       | 2       | 40      | 95      | Bronze Bowl | Brno Alligators |
| Totale   | 3              | 0              | 3              | 6              | 77             | 85             | 1       | 1       | 2       | 40      | 95      |             |                 |

Fonti: Enciclopedia del Football - A cura di Roberto Mezzetti

##### AFL Division II
| Stagione | regular season | regular season | regular season | regular season | regular season | regular season | playoff | playoff | playoff | playoff | playoff | playoff   | playoff        |
|          | Vin            | Par            | Per            | Tot            | PF             | PS             | Vin     | Per     | Tot     | PF      | PS      | risultato | avversaria     |
| -------- | -------------- | -------------- | -------------- | -------------- | -------------- | -------------- | ------- | ------- | ------- | ------- | ------- | --------- | -------------- |
| 2019     | 8              | 0              | 0              | 8              | 314            | 18             | 2       | 0       | 2       | 66      | 26      | Campioni  | Salzburg Ducks |
| Totale   | 8              | 0              | 0              | 8              | 314            | 18             | 2       | 0       | 2       | 66      | 26      |           |                |

Fonti: Enciclopedia del Football - A cura di Roberto Mezzetti

##### AFL Division III
| Stagione | regular season | regular season | regular season | regular season | regular season | regular season | playoff | playoff | playoff | playoff | playoff | playoff   | playoff            |
|          | Vin            | Par            | Per            | Tot            | PF             | PS             | Vin     | Per     | Tot     | PF      | PS      | risultato | avversaria         |
| -------- | -------------- | -------------- | -------------- | -------------- | -------------- | -------------- | ------- | ------- | ------- | ------- | ------- | --------- | ------------------ |
| 2018     | 6              | 0              | 0              | 6              | 234            | 21             | 2       | 0       | 2       | 61      | 14      | Campioni  | Styrian Hurricanes |
| Totale   | 6              | 0              | 0              | 6              | 234            | 21             | 2       | 0       | 2       | 61      | 14      |           |                    |

Fonti: Enciclopedia del Football - A cura di Roberto Mezzetti

##### AFL Division IV
| Stagione | regular season | regular season | regular season | regular season | regular season | regular season | playoff | playoff | playoff | playoff | playoff | playoff   | playoff      |
|          | Vin            | Par            | Per            | Tot            | PF             | PS             | Vin     | Per     | Tot     | PF      | PS      | risultato | avversaria   |
| -------- | -------------- | -------------- | -------------- | -------------- | -------------- | -------------- | ------- | ------- | ------- | ------- | ------- | --------- | ------------ |
| 2017     | 6              | 0              | 0              | 6              | 250            | 6              | 2       | 0       | 2       | 45      | 21      | Campioni  | Gmunden Rams |
| Totale   | 6              | 0              | 0              | 6              | 250            | 6              | 2       | 0       | 2       | 45      | 21      |           |              |

Fonti: Enciclopedia del Football - A cura di Roberto Mezzetti

##### AF-UVAS Serie A7
| Stagione | regular season | regular season | regular season | regular season | regular season | regular season | playoff | playoff | playoff | playoff | playoff | playoff   | playoff         |
|          | Vin            | Par            | Per            | Tot            | PF             | PS             | Vin     | Per     | Tot     | PF      | PS      | risultato | avversaria      |
| -------- | -------------- | -------------- | -------------- | -------------- | -------------- | -------------- | ------- | ------- | ------- | ------- | ------- | --------- | --------------- |
| 2010     | 4              | 0              | 4              | 8              | 102            | 70             | 2       | 0       | 2       | 72      | 34      | Campioni  | Prague Mustangs |
| 2011     | 4              | 0              | 2              | 6              | 112            | 41             | -       | -       | -       | -       | -       | -         | -               |
| Totale   | 8              | 0              | 6              | 14             | 214            | 111            | 2       | 0       | 2       | 72      | 34      |           |                 |

Fonti: Enciclopedia del Football - A cura di Roberto Mezzetti

### Riepilogo fasi finali disputate
| Anno            | Luogo   | Evento                           | Fase del torneo | Incontro                            | Risultato |
| 16 ottobre 2010 | Znojmo  | AF-UVAS Serie A7                 | Rice Bowl       | Prague Mustangs - Znojmo Knights    | 14 - 39   |
| 16 luglio 2016  | Brno    | Česká 3. Liga Amerického Fotbalu | Bronze Bowl     | Brno Alligators - Znojmo Knights    | 81 - 6    |
| 22 luglio 2017  | Gmunden | AFL - Division IV                | Mission Bowl    | Gmunden Rams - Znojmo Knights       | 7 - 24    |
| 28 luglio 2018  |         | AFL - Division III               | Challenge Bowl  | Znojmo Knights - Styrian Hurricanes | 20 - 7    |
| 14 luglio 2019  |         | AFL - Division II                | Iron Bowl       | Salzburg Ducks - Znojmo Knights     | 26 - 27   |

## Palmarès
- 1 Iron Bowl (2019)
- 1 Challenge Bowl (2018)
- 1 Mission Bowl (2017)
- 1 Rice Bowl (2010)